# Јохан Дајзенхофер
Јохан Дајзенхофер (Цузамалтхајм, 30. децембар 1943) је немачки биохемичар који је, заједно са Хартмутом Михелом и Робертом Хубером, добио Нобелову награду за хемију 1988. године за одређивање прве кристалне структуре интегралног мембранског протеина, комплекса протеина везаног за мембрану и ко-фактора који су неопходни за фотосинтезу.   

## Младост и образовање
Рођен у Баварској, Дајзенхофер је докторирао на Техничком универзитету у Минхену на истраживачком раду урађеном на Институту за биохемију Макс Планк у Мартинсрајду, предграђу Минхена, у западној Немачкој 1974. Тамо је истраживао до 1988. године, када се придружио научном особљу Медицинског института Хауард Хјус и факултету Одељења за биохемију Медицинског центра Универзитета Тексаса у Даласу.

## Каријера
Заједно са Михелом и Хубером, Дајзенхофер је одредио тродимензионалну структуру протеинског комплекса који се налази у одређеним фотосинтетским бактеријама. За овај мембрански протеински комплекс, назван фотосинтетски реакциони центар, било је познато да игра пресудну улогу у покретању једноставне врсте фотосинтезе. Између 1982. и 1985. године, троје научника користило је рендгенску кристалографију да би утврдило тачан распоред више од 10 000 атома који чине протеински комплекс. Њихова истраживања су повећала опште разумевање механизама фотосинтезе и открила сличности између фотосинтетских процеса биљака и бактерија.
Дајзенхофер тренутно ради у одбору саветника Научника и инжењера за Америку, организације која се фокусира на промоцију здраве науке у америчкој влади. 2003. године био је један од 22 нобеловца који су потписали Хуманистички манифест. Тренутно је професор на Одељењу за биофизику Југозападног медицинског центра универзитета Тексаса.